# Saint-Pierre-le-Vieux (Vandea)
Saint-Pierre-le-Vieux è un comune francese di 991 abitanti situato nel dipartimento della Vandea nella regione dei Paesi della Loira.

## Società

### Evoluzione demografica
Abitanti censiti